# 奇塞克
奇塞克是危地馬拉的城鎮，由上維拉帕斯省負責管轄，位於該國中部，距離首府科萬80公里，始建於1813年，面積1,994平方公里，海拔高度230米，2002年人口69,325。

## 外部連結
- Muni in Spanish（页面存档备份，存于）
- INE - XI Censo Nacional de Poblacion y VI de Habitación (Censo 2002)（页面存档备份，存于）
- Visit Chisec
- Community based ecotourism in Chisec